# كوامي نكروما
يعتبر الزعيم الغاني كوامي نكروما (21 سبتمبر 1909 - 27 أبريل 1972) واحدًا من المناضلين الأفارقة الأوائل ضد الاستعمار الغربي، وكان أول رئيس لغانا المستقلة (1 يوليو 1960 - 24 فبراير 1966) ورئيس الوزراء الأول (6 مارس 1957 - 1 يوليو 1960)، وأبرز دعاة الوحدة الأفريقية وواحدًا من مؤسسي منظمة الوحدة الإفريقية قبل إسدال الستار عنها في يوليو 2002.

## الميلاد والنشأة
ولد عام 1909، تخرج بدار المعلمين في أكرا، وعمل أستاذا إلى أن التحق عام 1935 بجامعة لنكولن في الولايات المتحدة وفي عام 1945 بمدرسة الاقتصاد في لندن ببريطانيا، وكان قد نشط في العمل الطلابي فترة وجوده.

## النضال من أجل الاستقلال
عاد نكروما إلى ساحل الذهب (اسم غانا سابقا) في أواخر عام 1947، وأصبح أمين عام مؤتمر شاطئ الذهب الموحد وبدأ بالنضال لأجل الاستقلال عن الاحتلال البريطاني، فاعتقل عام 1948، وترك المؤتمر وأسس صحيفة أخبار المساء لتنشر آراءه.

## حزب المؤتمر الشعبي
وفي أواسط عام 1949 أسس نكروما حزب المؤتمر الشعبي لتحقيق الحكم الذاتي للبلاد. وفي أوائل 1950 اعتقل نكروما مجددا بعد سلسلة من الإضرابات وحكم عليه بالسجن ثلاث سنوات، وفاز حزبه بالانتخابات البلدية والعامة في الانتخابات، وفاز وهو بالسجن بدائرة أكرا وبأكثرية كاسحة، فأطلق سراحه وتولى رئاسة الوزراء في مارس/آذار 1952.'انظر كي زيزو جوزيف: تاريخ أفريقيا السوداء، منشورات وزارة الثقافة، دمشق، سوريا، 1994.

## الاستقلال
ويوم 6 مارس/آذار 1957 أعلن استقلال ساحل الذهب تحت اسم غانا، واختار نكروما النمط الاشتراكي. وفي عام 1960 أقر دستور جمهورية غانا، وانتخب نكروما أول رئيس لها، وأعيد انتخابه عام 1965، وتعرض لمحاولات إغتيال عديدة بسبب تصرفات حزبه السلطوية، وإنقلبت عليه مجموعة من الضباط أثناء سفره إلى فيتنام فالتجأ إلى غينيا ومنها أخذ يدعو الغانيين للتمرد بدون جدوى.

## وفاته
بعد انقلاب عام 1971 بدأ الشعب يتقبل فكرة عودة مؤسس الدولة، غير أن المرض كان أسرع، وتوفي نكروما في رومانيا يوم 27 أبريل/نيسان 1972 فأعلنت السلطات الغانية الحداد الرسمي، وبعد أن كان قد دفن في غينيا أعيد جثمانه إلى غانا، حيث شيع رسميا.
لنكروما مؤلفات عديدة منها "أتكلم عن الحرية"، "يجب أن تتحد أفريقيا"، "الاستعمار الجديد" وكذلك نشر سيرته الذاتية بعنوان «غانا». ترجمت بعض أعماله إلى اللغة العربية، مثل كتاب «الاستعمار الجديد: آخر مراحل الإمبريالية» بواسطة عبد الحميد حمدي (دار الأندلس، بيروت، سنة 1966). ومن بين مؤلفاته أيضاً كتاب «صراع الطبقات في إفريقيا».

## الأحزاب التي تتبع الفكر النكرومي
- أولا: حزب مؤتمر الشعب: وأنشئ هذا الحزب في الأصل عام 1994 أثناء الكفاح من أجل الاستقلال على إيدلوجية كوامي نكروما وتقوم إيدلوجية الحزب على أنه حزب شعبي يضم جميع الفئات الشعبية من المزارعين والصيادين والحرفيين جنباً إلى جنب مع الأغنياء والفقراء إلى حد سواء.
- ثانيا: حزب التضامن الشعبي العظيم وأنشئ في 18 سبتمبر 1996 وجاءت نشأته كرد فعل على خسارة حزب الشعب لانتخابات 1992 وركز البرنامج الانتخابي للحزب علي تحرير الإقتصاد من الهيمنة الأجنبية والتركيز على التنمية الصناعية.
- ثالثا: حزب مؤتمر الشعبي الوطني وقد تأسس عام 1992 وهو يزعم أنه الحزب النكرومي الحقيقي وأنه يمثل الامتداد الفكري والسياسي الذي أسسه نكروما، هذا طبعا بالإضافة لحزب مؤتمر الوطني الديمقراطي وهو الذي إستمد قوته الأساسية من إرتباطه بالرئيس رولينجرز.

## أنظر ايضا
- الأحزاب السياسية في غانا

## روابط خارجية
- كوامي نكروما على موقع الموسوعة البريطانية (الإنجليزية)
- كوامي نكروما على موقع مونزينجر (الألمانية)
- كوامي نكروما على موقع ميوزك برينز (الإنجليزية)
- كوامي نكروما على موقع إن إن دي بي (الإنجليزية)
- كوامي نكروما على موقع ديسكوغز (الإنجليزية)